# 19307 Hanayama
19307 Hanayama este o planetă minoră (asteroid) din centura de asteroizi. A fost descoperită pe 14 octombrie 1996 la Kitami de Kin Endate. 
Obiectul prezintă o orbită caracterizată de o semiaxă mare de 2,4617515 UAi, o excentricitate de 0,16, o înclinație de 2,14532 ° în raport cu ecliptica.